# Largeasse
Largeasse ist eine französische Gemeinde mit 750 Einwohnern (Stand: 1. Januar 2022) im Département Deux-Sèvres in der Region Nouvelle-Aquitaine. Sie gehört zum Arrondissement Bressuire und zum Kanton Cerizay. 

## Geographie
Largeasse liegt etwa 19 Kilometer westnordwestlich von Parthenay und etwa 16 Kilometer südlich von Bressuire. Umgeben wird Largeasse von den Ortschaften Pugny im Norden, La Chapelle-Saint-Laurent im Nordosten, Neuvy-Bouin und Trayes im Osten, Vernoux-en-Gâtine im Süden, L’Absie im Südwesten, La Chapelle-Saint-Étienne im Westen sowie Le Breuil-Bernard im Nordwesten.

## Bevölkerungsentwicklung
| Jahr                       | 1962 | 1968 | 1975 | 1982 | 1990 | 1999 | 2006 | 2019 |
| Einwohner                  | 973  | 1012 | 974  | 891  | 827  | 749  | 732  | 732  |
| Quellen: Cassini und INSEE |      |      |      |      |      |      |      |      |

## Sehenswürdigkeiten
- Kirche Saint-Étienne aus dem 11./12. Jahrhundert, spätere Umbauten
- Haus La Chabirandière aus dem 15./16. Jahrhundert, Monument historique

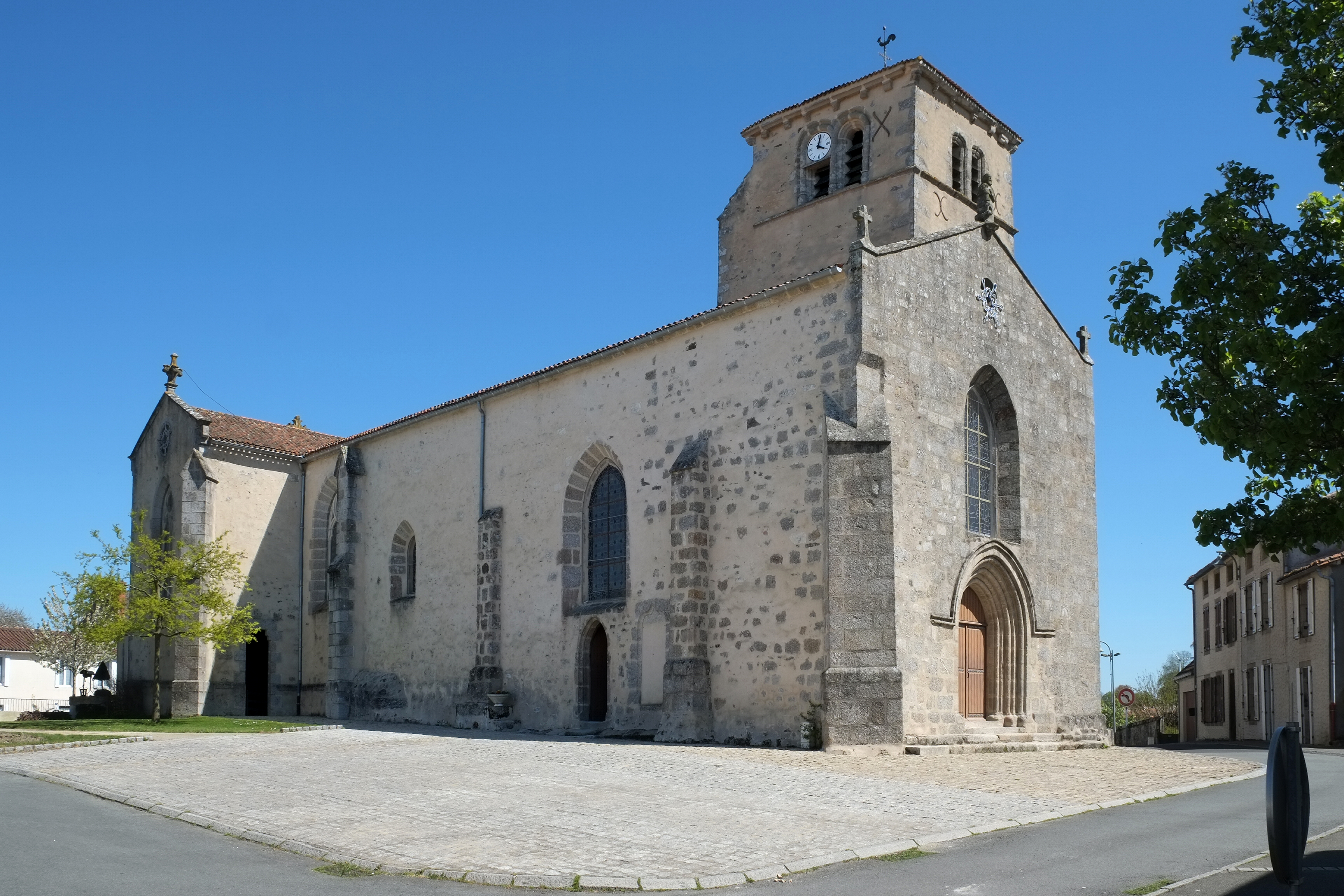
Kirche Saint-Étienne